# Mlok za zásluhy
Mlok za zásluhy je ocenění udělované organizací Československý fandom za literární, publicistické i organizační zásluhy o rozvoj žánru SF a fantasy i celého hnutí udělované od roku 1983.

## Založení ceny
Cena byla poprvé udělena v roce 1983 na celostátním srazu příznivců žánru sci-fi a fantasy Parcon současně s vyhlášením výsledků literární soutěže o Cenu Karla Čapka.
Od roku 1984 jí bylo přezdíváno Mlok za zásluhy. Od roku 1993 je její nositel určován hlasováním na Jarní poradě československých sci-fi klubů. Cena je pak předána na nejbližším Parconu.
V roce 2004 bylo na Jarní poradě rozhodnuto o možnosti udělit kromě obvyklého Mloka za zásluhy i mimořádnou cenu ČS Fandomu in memoriam.

## Zaměření
Ocenění je udělováno zejména profesionálním spisovatelům, vydavatelům, překladatelům, ilustrátorům nebo organirátorům tohoto žánru.

## Seznam oceněných
Cenu Mlok získali.
- 1983 Vojtěch Kantor, nakladatelský redaktor z Mladé fronty
- 1984 Ivo Železný, spisovatel, vydavatel několika antologií SF
- 1985 Teodor Rotrekl, akademický malíř, ilustrátor řady publikací SF
- 1986 Josef Nesvadba, spisovatel k 60. narozeninám za zásluhy
- 1987 Ondřej Neff, za teoretické práce o české a světové SF, práci pro fandom
- 1988 Kája Saudek, výtvarník
- 1989 Vlastimír Talaš
- 1990 Karel Čapek in memoriam
- 1991 Zdeněk Rampas
- 1992 Václav Kajdoš in memoriam
- 1993 Ludmila Freiová
- 1994 Jindřich Smékal
- 1995 Jan Kantůrek
- 1996 Petr Konupčík
- 1997 Egon Čierny
- 1998 Magazin Fantasy & Science Fiction
- 1999 Fantázia
- 2000 Pavel Poláček
- 2001 Michael Bronec
- 2002 Josef Vašát
- 2003 Pavel Krajíček
- 2004 Jiřina Vorlová, cena in memoriam Miroslav Martan
- 2005 Stanislav Komárek
- 2006 Petr Pagi Holan
- 2007 Ondrej Herec
- 2008 Františka Vrbenská, cena in memoriam Carola Biedermannová
- 2009 Jiří Pilch
- 2010 Pavel Mikuláštík
- 2011 Juraj Toman
- 2012 František Novotný, cena in memoriam Jaroslav Velinský a Vlado Srpoň
- 2013 Ivan Adamovič, cena in memoriam Zdeněk Zachodil
- 2014 Mirek Dvořák
- 2015 Richard Podaný
- 2016 Martin Šust
- 2017 Martin Koutný
- 2018 Aleš Koval, cena in memoriam Jana Rečková
- 2019 Miroslav Párička
- 2020 Ľubomír „Dáreček“ Záborský
- 2021 Zdeněk Pobuda, cena in memoriam Jaroslav Mostecký
- 2022 Hana Pěchulová
- 2023 Roman „Doktor“ Hruška
- 2024 Lucie „Lulu“ Bocková, cena in memoriam Eva Hauserová